# Plessala
Plessala [plɛsala] est une ancienne commune française située dans le département des Côtes-d'Armor en région Bretagne, devenue, le 1er janvier 2016, une commune déléguée de la commune nouvelle du Mené.

## Toponymie
Le nom de la localité est attesté sous les formes Parochia de Plesala en 1255, Plessala en 1274, Ploesala en 1305, Ecclesia de Plessala vers 1330, Ploessalla en 1441, Plexalla en 1480, Plessalla en 1514.  
Plessala vient du breton ploe (paroisse) et de Sala ou Sula, un saint breton inconnu. Il a existé une sainte Saula, mais rien n'établit officiellement de lien entre la commune et la Sainte.
Pyess'la en gallo.

## Histoire

### Antiquité
Des recherches effectuées en 1912 et 1913 par l'abbé J. Le Texier dans le secteur de La Hautière ont mis au jour les restes d'une habitation et des objets de l'époque gallo-romaine (IIIe siècle) dans ce secteur de la commune.

### Révolution française
Début 1790, Plessala élit sa première municipalité et devient ainsi une commune.
Pendant la période révolutionnaire, la commune vit plusieurs épisodes opposant les deux camps :
- Le 1er décembre 1794, une bande de Chouans enleva soixante fusils de la maison commune et coupa l'arbre de la liberté.
- Le 19 juillet 1795, des Chouans envahirent les maisons du notaire Veillet de la Haye-Veillet, maire, et de son adjoint. Ils y brûlèrent les archives, publiques et privées.
- Le 4 juin 1796, quatre réfractaires de Saint-Brieuc furent passés par les armes dans le bourg de Plessala.
La lande dite « Forêt de Moncontour » qui formait une enclave entre Plémy, Langast, Plessala, Saint-Gouéno, Trébry et Trédaniel fut réunie à la commune de Plessala par un arrêté préfectoral du 3 juin 1809.

### LeXIXesiècle
Selon une ordonnance du 3 janvier 1828, la commune de Plessala a cédé deux fractions à Saint-Gouéno (le village de Kerfiac et les villages de Kermené) et deux autres fractions à Saint-Gilles-du-Mené (le village de la Touche et les villages de Bellevue et des Fossés).
Le monument aux morts de Pessala porte les noms de 15 soldats morts pour la France pendant la guerre de 1870.

### LeXXesiècle

#### La Première Guerre mondiale
Le monument aux morts de Plessala porte les noms de 191 soldats morts pour la France pendant la Première Guerre mondiale ; 13 soldats sont décédés sur le front belge lors des combats de la Course à la mer ; deux au moins, Eugène Gorvel et François Maro, dans les Balkans alors qu'ils faisaient partie de l'Armée française d'Orient ; un, Jean Blouet alors qu'il était prisonnier de guerre en Allemagne ; la plupart des autres sont décédés sur le sol français : parmi eux, Jean Blouet [un homonyme du précédent cité], décédé le 27 juin 1916 à Fleury-devant-Douaumont (Meuse] fut décoré de la Croix de guerre avec étoile de bronze.
Pierre Hesry, né en 1889 à Plessala, soldat au 31e régiment d'infanterie, fut fusillé pour l'exemple le 1er février 1917, route de Lhéry à Coëmy (Marne), pour « abandon de poste ».

#### La Seconde Guerre mondiale
Le monument aux morts de Plessala porte les noms de 16 personnes mortes pour la France pendant la Seconde Guerre mondiale ; parmi elles, cinq soldats morts en captivité en Allemagne : Paul Oriac, décédé le 30 avril 1941 à Wasungen (Thuringe), Paul Gicquel, décédé le 16 août 1943 à Hohenstein-Ernstthal (Saxe), Ernest Caro, décédé le 18 octobre 1944 à Koenigsberg (Prusse-Orientale), Frédéric Rocaboy, décédé le 9 février 1945 à Lutherstadtt Wittemberg (Saxe) et Jean Ronxin, décédé le 20 mai 1945 à Decin, désormais en République tchèque des suites de ses blessures avant qu'il puisse être rapatrié.

#### L'après-Seconde-Guerre-mondiale
Un soldat originaire de Plessala, Émile Goudin, est mort pendant la guerre d'Indochine.
Le 12 novembre 1972, des chanteurs et poètes représentant le renouveau culturel breton (Glenmor, Xavier Grall, Gilles Servat, Tri Yann...) ont signé à Plessala le Manifeste des Chanteurs bretons.
En août 1995, s'est tenu à Plessala le Salon des Fourrages qui a réuni de nombreuses personnes qui ont réfléchi sur les problèmes de la Ruralité (agriculture, pollution, eau, énergies...).
Le 23 mars 2015, le projet de création d'une commune nouvelle en remplacement de la Communauté de communes du Mené est approuvé par les conseils municipaux des sept communes concernées. La nouvelle entité baptisée Le Mené doit voir le jour le 1er janvier 2016. L'arrêté préfectoral du 5 octobre 2015 a officiellement créé la nouvelle commune.

## Politique et administration

### Liste des maires
| Période                                  | Période | Identité                   | Étiquette    | Qualité |
| ---------------------------------------- | ------- | -------------------------- | ------------ | --- |
| Les données manquantes sont à compléter. |         |                            |              | |
| 1792                                     | 1796    | Poison                     |              | |
| 1796                                     | 1798    | Robin                      |              | |
| 1798                                     | 1799    | Laubé                      |              | |
| 1799                                     | 1801    | Rouiller                   |              | |
| 1801                                     | 1813    | Desriac                    |              | |
| 1813                                     | 1814    | Chauvel                    |              | |
| 1814                                     | 1835    | Picouart                   |              | |
| 1835                                     | 1845    | Daniel                     |              | |
| 1845                                     | 1852    | Daniel (fils)              |              | |
| 1852                                     | -       | Besnard                    |              | |
| Les données manquantes sont à compléter. |         |                            |              | |
| ca. 1931                                 |         | Jean-Baptiste Gicquel      |              | |
| Les données manquantes sont à compléter. |         |                            |              | |
| 1944                                     | 1945    | Eugène Rouillé (1917-1972) | MRP          | Agriculteur Conseiller général de Plouguenast (1945 → 1951)                                                       |
| 1945                                     | 1953    | Emmanuel Sérinet           | SFIO         | Cordonnier |
| 1953                                     | 1959    | Pierre Cotillard           | DVD          | Transporteur |
| 1959                                     | 1965    | Jean Darcel                | SFIO         | Médecin |
| 1965                                     | 1989    | Simone Darcel (1918-2008)  | PSU puis PS  | Professeure de lettres Conseillère régionale de Bretagne (1981 → 1992)                                            |
| 1989                                     | 2008    | Paul Guiguen               | RPR puis UMP | Agriculteur, maire honoraire Conseiller municipal (1983 → 1989) 1er vice-président de la CC du Mené (2000 → 2008) |
| 2008                                     | 2015    | Joseph Sauvé               | PS           | Agriculteur |

### Liste des maires délégués
| Période      | Période  | Identité         | Étiquette | Qualité                           |
| ------------ | -------- | ---------------- | --------- | --------------------------------- |
| janvier 2016 | mai 2020 | Joseph Sauvé     | PS        | Agriculteur                       |
| mai 2020     | En cours | Roselyne Rocaboy |           | Retraitée de la fonction publique |

## Démographie
L'évolution du nombre d'habitants est connue à travers les recensements de la population effectués dans la commune depuis 1793. À partir du 1er janvier 2009, les populations légales des communes sont publiées annuellement dans le cadre d'un recensement qui repose désormais sur une collecte d'information annuelle, concernant successivement tous les territoires communaux au cours d'une période de cinq ans. 
Pour les communes de moins de 10 000 habitants, une enquête de recensement portant sur toute la population est réalisée tous les cinq ans, les populations légales des années intermédiaires étant quant à elles estimées par interpolation ou extrapolation. Pour la commune, le premier recensement exhaustif entrant dans le cadre du nouveau dispositif a été réalisé en 2004,.
En 2013, la commune comptait 1 834 habitants, en évolution de −0,97 % par rapport à 2008 (Côtes-d'Armor : +1,68 %, France hors Mayotte : +2,49 %).
| 1793  | 1800  | 1806  | 1821  | 1831  | 1836  | 1841  | 1846  | 1851  |
| ----- | ----- | ----- | ----- | ----- | ----- | ----- | ----- | ----- |
| 3 438 | 3 095 | 3 326 | 3 232 | 3 300 | 3 256 | 3 251 | 3 321 | 3 324 |

| 1856  | 1861  | 1866  | 1872  | 1876  | 1881  | 1886  | 1891  | 1896  |
| ----- | ----- | ----- | ----- | ----- | ----- | ----- | ----- | ----- |
| 3 353 | 3 491 | 3 537 | 3 427 | 3 515 | 3 367 | 3 302 | 3 440 | 3 358 |

| 1901  | 1906  | 1911  | 1921  | 1926  | 1931  | 1936  | 1946  | 1954  |
| ----- | ----- | ----- | ----- | ----- | ----- | ----- | ----- | ----- |
| 3 430 | 3 492 | 3 548 | 2 976 | 3 018 | 2 983 | 2 864 | 2 597 | 2 371 |

| 1962  | 1968  | 1975  | 1982  | 1990  | 1999  | 2004  | 2009  | 2013  |
| ----- | ----- | ----- | ----- | ----- | ----- | ----- | ----- | ----- |
| 2 233 | 2 071 | 2 055 | 1 979 | 1 882 | 1 821 | 1 798 | 1 867 | 1 834 |

## Lieux et monuments
- L'église Saint-Pierre fut édifiée sous la conduite de l'architecte Alphonse Guépin, entre le 1er juin 1845 et le 16 juin 1851.
- Chapelle Sainte-Élisabeth au village de Saint-Udy (XVIe siècle) et chapelle Notre-Dame-de-la-Hautière (XVIIIe siècle).
- Manoirs de Livoyer (1628), de Crénol (XVIIe siècle), de Kerdreux (XVIIIe siècle).
- 16 moulins à eau le long des cours du Lié, du Léry et de la rivière ès au bois.
- 42 croix récemment remises en valeur.
- Un étang, bordé d'un parcours sportif, accueille un mini-golf, deux terrains de tennis et des jeux pour enfants.

## Vie de la commune
Chaque dernier week-end de juillet ont lieu les fêtes communales, au cours desquelles se déroulent les Foulées plessaliennes (course à pied) et des courses cyclistes. Un feu d'artifice y est également tiré le premier soir des fêtes.
La place de l'Église accueille un marché depuis quelques années, réunissant plusieurs commerçants des alentours et de petits producteurs locaux.

## Personnalités liées à la commune
- Guy Caro (1937), médecin psychiatre et hygiéniste, militant régionaliste, né à Plessala.
- Annick Chapron (1949), coureuse cycliste (championne de France sur route 1971), née à Plessala.
- Alain Rocaboy (1952), coureur cycliste, né à Plessala.
- Frank Darcel (1958), écrivain, musicien, producteur, homme politique, originaire de Plessala.